# Gereformeerde Dogmatiek
De Gereformeerde Dogmatiek, ook wel geloofsleer of Systematische Theologie genoemd, is de systematische beschrijving van de gereformeerde geloofsovertuigingen.

## Omschrijving van de Gereformeerde Dogmatiek
"Dogmatiek is alzoo en kan niet anders bestaan dan als wetenschappelijk systeem der kennisse Gods, dat is dan nader op christelijk standpunt,  van die kennis, welke Hij aangaande zichzelf en aangaande alle schepselen als staande in relatie tot Hem in Zijn Woord aan de kerk heeft geopenbaard". (Dr. Herman Bavinck, Gereformeerde Dogmatiek, Deel I, pag. 13)
Onder dogmatiek wordt ook verstaan "de leer die de kerk onder beroep op het Woord van God als normatief laat gelden". (Dr. W. H. Velema en Dr. J. van Genderen, Beknopte Gereformeerde Dogmatiek, pag. 17).
Ds. G.H. Kersten geeft de volgende omschrijving van de Gereformeerde Dogmatiek: "De Dogmatiek is de stelselmatige beschrijving van de inhoud en het onderlinge verband der in Gods Woord geopenbaarde waarheden (dogmata)". (De Gereformeerde Dogmatiek, Deel 1, pag. 7)

## Het woord dogmatiek
Het woord dogma komt in de bijbel voor. Het kan betekenen:
1. Een bevel van de keizer: Luk 2:1.
2. De geboden van Mozes: Ef. 2:15, Kol. 2:14.
3. De besluiten van het Apostelconvent: Hand 16:4.

## Het karakter van de dogmatiek
In het dogma wordt kort en bondig uitgesproken, wat de kerk ziet als het centrale en essentiële van de Bijbelse boodschap. De dogmatiek analyseert, argumenteert en expliciteert. 
Kenmerkend voor de dogmatiek is:
1. Het kerkelijk karakter: Het is een dienst waar de kerk om vraagt, die ze nodig heeft en die in haar midden wordt beoefend.
2. Het confessioneel karakter: Dogmatiek vindt plaats in verbondenheid met de kerk der eeuwen. Het vraagt ook een keuze.
3. Het systematisch karakter: het is een systematische doordenking van in Gods Woord geopenbaarde waarheden. Er wordt gezocht naar verbanden en samenhang in het getuigenis van de Schriften.
4. Het kritische karakter: Het toetst de leer en de opvattingen in de kerk aan het Woord van God.
5. Het actuele karakter: Nieuwe vragen en probleemstellingen moeten worden getoetst aan Gods Woord. In het verleden was bijvoorbeeld Israël geen actueel probleem. Sedert 1948 (oprichting van de staat Israël) is het dat wel.
6. Het praktisch karakter. Dogmatiek draagt uiteindelijk bij aan de kennis van God en Zijn Woord. Dat is ook het doel van dogmatiek.

"De dogmatiek is de theologische wetenschap die op systematische wijze spreekt over wat God in Zijn Woord geopenbaard heeft, en die de leer van de kerk heeft te toetsen aan de Heilige Schrift, daarop te funderen en in het licht daarvan te interpreteren." (Velema en Van Genderen, pag. 26).

## Het ontstaan van de dogmatiek
De dogmatiek is op verschillende manieren ontstaan:
1. Door de strijd met de dwaalleer (apologetisch motief).
2. Door het dooponderwijs en de catechese (didactisch motief).
3. Door het overwegen van de Bijbelse boodschap. Het ontdekken van  de inhoud en de samenhang in de Bijbelse boodschap.  (exegetisch motief).

## De inhoud van de dogmatiek
In het algemeen worden in de Gereformeerde Dogmatiek zeven zaken behandeld:
1. De leer over de bronnen van het geloof (de bijbel).
2. De leer over God (theologie).
3. De leer over de mens (antropologie).
4. De leer over Jezus Christus (christologie).
5. De leer van het heil (soteriologie).
6. De leer van de kerk en de sacramenten (ecclesiologie)
7. De leer van de laatste dingen zoals dood, opstanding en oordeel (eschatologie).